# ウィレム・ファン・デル・フリート
ウィレム・ウイレムスゾーン・ファン・デル・フリート（Willem Willemsz. van der Vliet、 1584年ころ - 1642年12月6日）はオランダの画家、版画家である。主に肖像画を描いた。

## 略歴
デルフトで生まれた。18世紀の初めにオランダの画家たちの伝記を著わしたヤコブ・カンポ・ワイエルマン(Jacob Campo Weyerman: 1677-1747)によれば 、ファン・デル・フリートは「heren van der Woert」という貴族の後裔であった。オラニエ公、フレデリック・ヘンドリックの宮廷画家となったミヒール・ファン・ミーレフェルトから学んだと考えられていて、ファン・ミーレフェルトに次いで、デルフトの重要な肖像画家の一人になった。1815年にデルフトの聖ルカ組合のメンバーになり、1633年に組合の役員(hoofdman)になった。
1618年と1638年の2度結婚しているが、子供についての記録はない。裕福な生涯を送り相続人に多くの遺産を残したとされる。
1624年から1640年の間に活躍したことが知られ、40点ほどの肖像画が知られている。肖像画の他に寓意画も残されている。
主に建築画を描いた甥のヘンドリク・コルネルスゾーン・ファン・フリート(c.1611-1675)はしばらくウィレム・ファン・デル・フリートに学んだ後、ミヒール・ファン・ミーレフェルトに学んだ。

## 作品

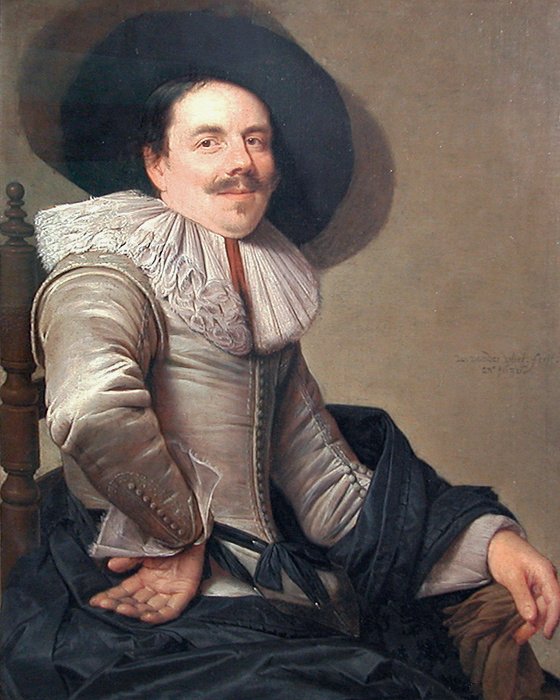
男性の肖像画 (1636) ルーブル美術館
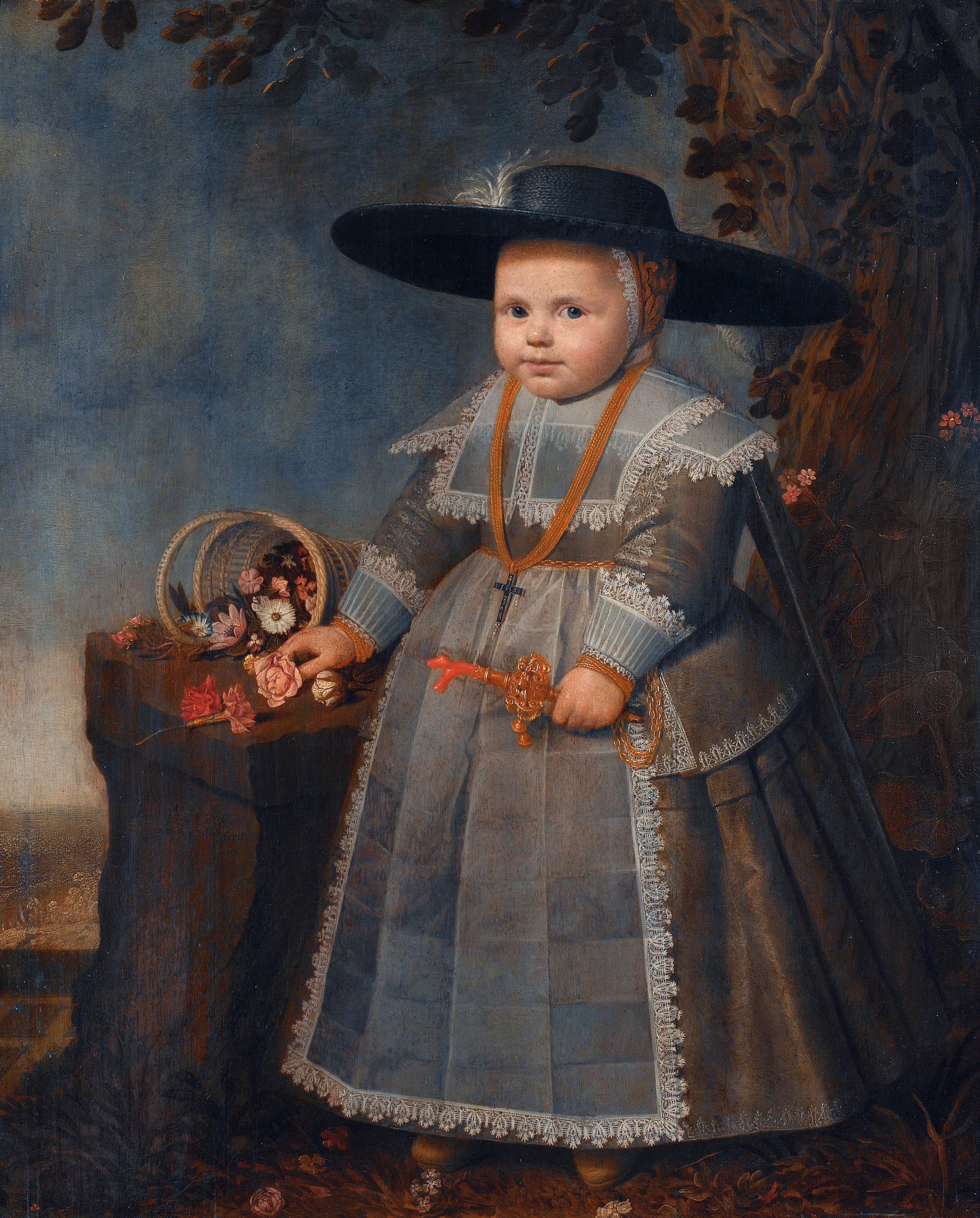
少年の肖像画 (1638) アムステルダム国立美術館
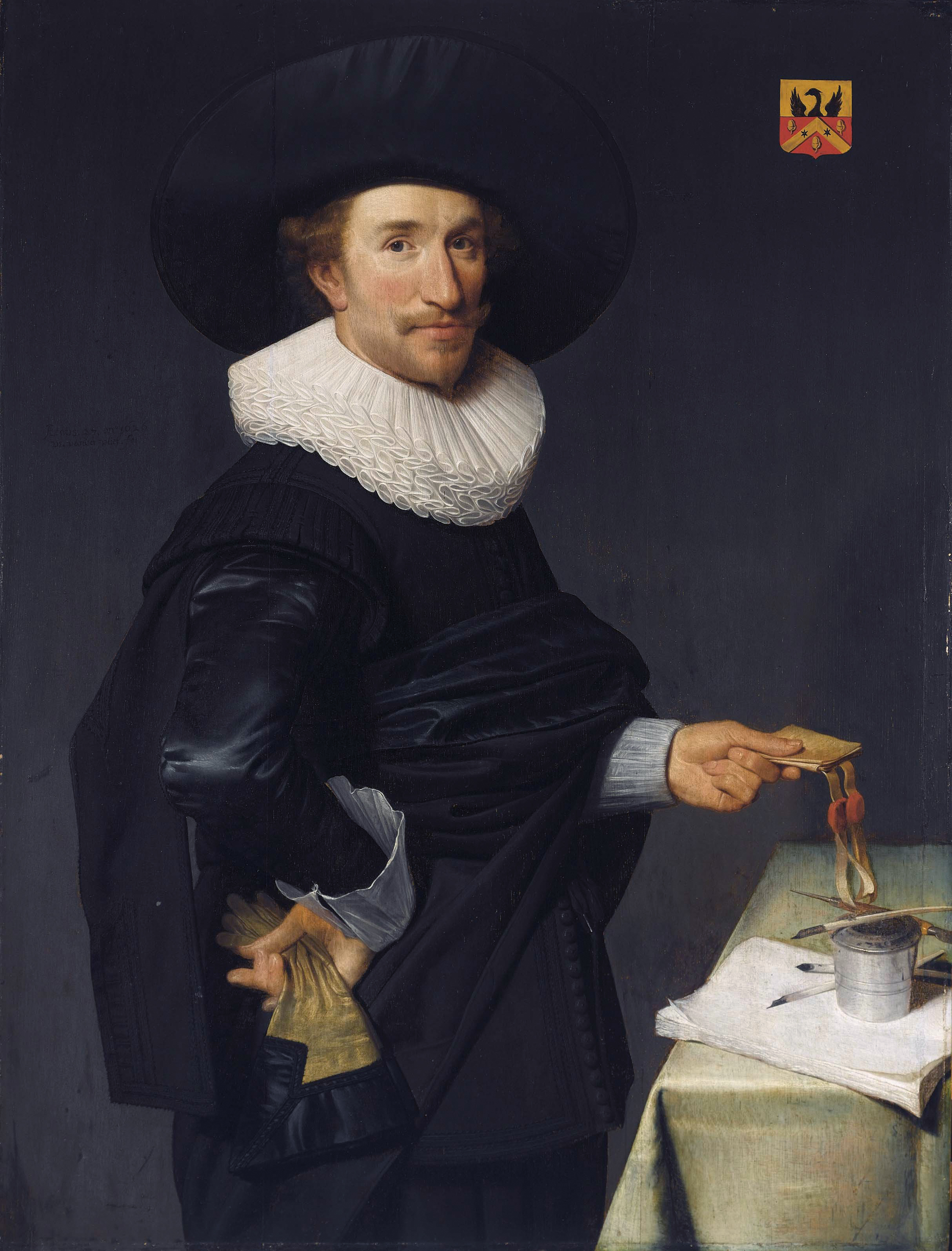
Willem de Langue（画商） (1626) Museum Het Prinsenhof
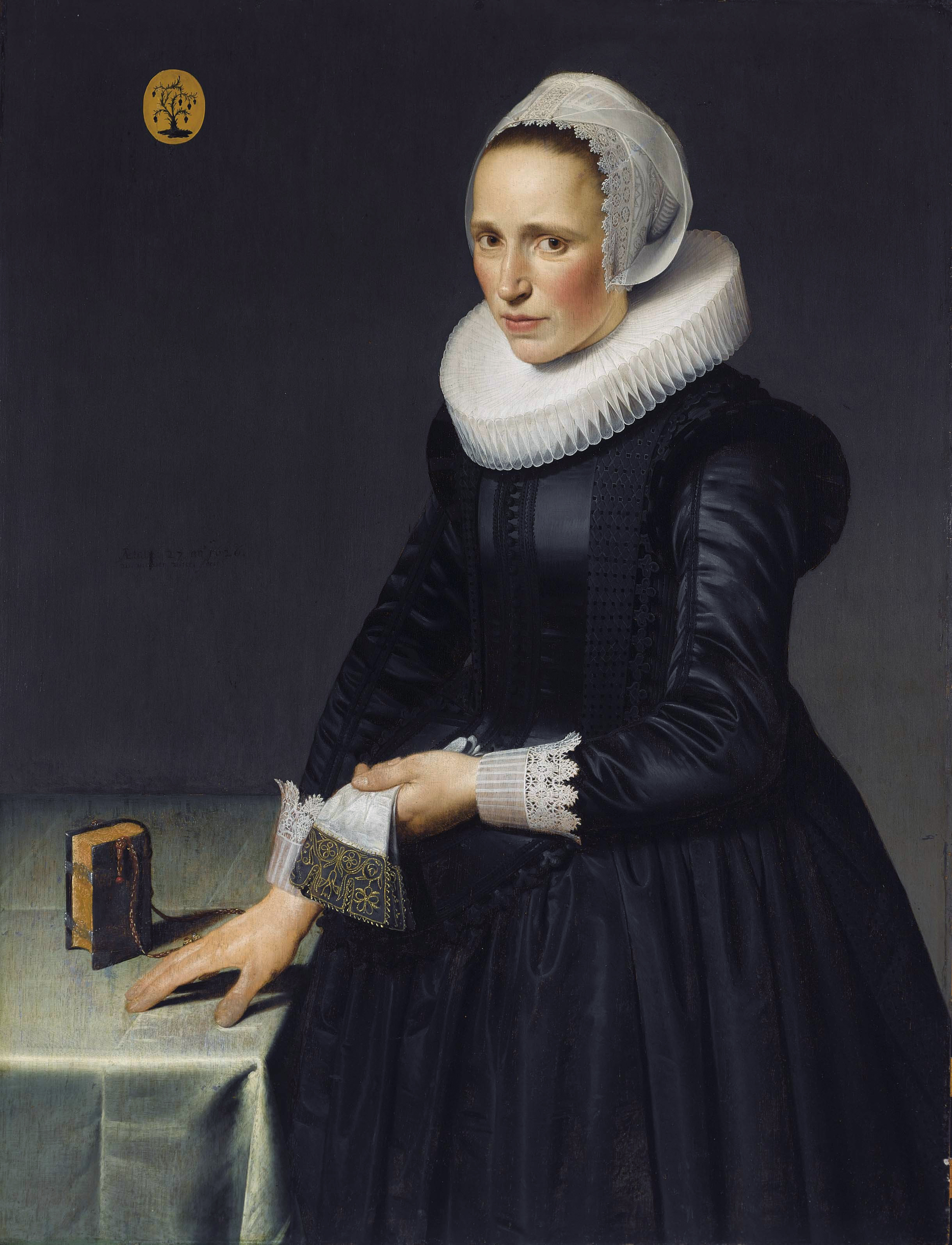
Willem de Langue（画商の妻 (1626) Museum Het Prinsenhof